# بات بيتش
بات بيتش (بالإنجليزية: Pat Beach)‏ هو لاعب كرة قدم أمريكية أمريكي، ولد في 28 ديسمبر 1959 في غرانتس باس في الولايات المتحدة.

## وصلات خارجية
- بات بيتش على موقع مرجع كرة القدم المحترفة.كوم (الإنجليزية)